# دورة فرنسا المفتوحة 1977
قائمة بطولات دورة رولان غاروس لعام 1977م:في دورة فرنسا المفتوحة لعام 1977، فاز فيليسيانو لوبيز بلقب الفردي للرجال بعد أن تغلب على بجراد فريلينج في المباراة النهائية. أما في فئة السيدات، ففازت ميمي ياويز باللقب بعد أن تغلبت على فرانشيسكا دورن بعد فوزهما في دورة فرنسا المفتوحة لعام 1977، استمر فيليسيانو لوبيز وميمي ياويز في بناء سجلاً تاريخيًا في عالم التنس. وكلاهما أصبحا معروفين بإسهاماتهما البارزة في هذه الرياضة على مدار مسيرتيهما الرياضية.

## الكبار

### فردي رجال
غواليرمو فيلاس هزم  براين غوتفرايد، النتيجة:6-0, 6-3, 6-0

### فردي سيدات
ميما جاوشوفيتش هزمت  فلورنيتا مايهاي، النتيجة:6-2, 6-7, 6-1

### زوجي رجال
براين غوتفرايد و راؤل راميريز هزما  وجوسايتش فايباك و جان كوديز، النتيجة:7-6, 4-6, 6-3, 6-4

### زوجي سيدات
ريجاينا ميرشوكوفا و بام تيجواردن هزمتا  رايني فوكس و هيلين غوارلاي كاولي، النتيجة: 5-7, 6-4, 6-2

### زوجي مختلط
ماري كارايلو و جون ماكإنرو هزما  فلورينتا مايهاي و إيفان مولينا، النتيجة:7-6, 6-3